# Guerra Civil somalí
La Guerra Civil somalí és un conflicte armat que començà l'any 1991 i que encara no ha acabat. Es calcula que han mort de 300.000 a 400.000 persones en aquesta guerra.
La guerra civil somali és un conflicte armat a Somàlia que es va iniciar el 1991. El conflicte ha causat desestabilització i inestabilitat al llarg del país. En l'actual fase del conflicte el govern somalí perd control substancial de l'Estat davant les forces rebels.
Des de 2006 al 2009, la Força de Defensa Nacional d'Etiòpia es va involucrar en el conflicte. El govern somalí va declarar l'estat d'emergència el juny de 2009, sol·licitant suport internacional de manera immediata, i la intervenció militar d'estats veïns de l'Àfrica Oriental.

## Etapes de la guerra civil
- Els anys precedents a la caiguda del règim dictatorial de Siad Barre i l'any posterior (1986-1992)
- L'anarquia dels senyors de la guerra i la intervenció de les Nacions Unides ONU (1992-1995) encapçalada pels Estats Units d'Amèrica.[1]
- La intervenció etíop a Somàlia a mitjans del 2006 i la derrota davant les forces d'Etiòpia donant suport al govern federal de transició.
- Combats als carrers de la capital de Somàlia, Mogadiscio.

El 15 de gener, les faccions (quinze) es van reunir a Addis Abeba i van signar un alto el foc que aviat fou trencat.
Després de la dècada de 1990 els pirates han aprofitat el caos creat per la guerra civil per emprendre actes de pirateria a Somàlia i el Iemen. L'ONU creà una força militar la Combined Task Force 150, per protegir els combois que passen per davant les costes somalis i capturar els pirates.
Els atemptats suïcides es multipliquen a partir de 2008. Una gran part d'aquests atemptats són reivindicats pel grup islamista al-Shabaab, el 29 d'octubre de 2008 el kamikaze d'al-Shabaab era un estudiant estatunidenc de 27 anys.
Les adverses condicions unides a la sequera plantegen un gravíssim problema humanitari l'estiu de 2011. Milions de persones es veuen obligades a emigrar per sobreviure.

## Intervenció etíop a Somàlia
A partir del febrer o març del 2006 la lluita contra les Corts Islàmiques de Somàlia es va fer més dura. Els senyors de la guerra, membres tots (excepte un, aliat de les corts) del Govern Federal de Transició estaven ara tots agrupats en l'Aliança per la Restauració de la Pau i Contra el Terrorisme. El govern va ordenar parar els combats però no van obeir l'orde i els quatre senyors que eren ministres foren cessats (Ministre de Seguretat Mohamed Afrah Qanyare, Ministre de Comerç Musa Sudi Yalahow, Ministre de Rehabilitació Issa Botan Alin i ministre d'Afers Religiosos Omar Muhamoud Finnish. El dia 5 de juny del 2006 els islamistes entraven a la capital Mogadiscio. El feble i fràgil TFG enapçalat per Abdullahi Yusuf, que només era capaç de controlar terreny al sud de Mogadiscio i la ciutat de Baidoa, va prendre la impopular decisió de convidar Etiòpia a intervenir a Somàlia. L
La guerra va començar oficialment poc després del 20 de juliol de 2006, quan les tropes etíops, recolzades pels EUA, van envair Somàlia. Degut a això, el líder de l'UCI, Sheikh Hassan Dahir Aweys, declara que "Somàlia està en guerra, i tots els somalis han de participar en aquesta resistència contra Etiòpia". Així, el 24 de desembre del 2006 Etiòpia declara que passaria a lluitar activament contra l'UCI. D'acord amb el primer ministre etíop, Meles Zenawi, el país hauria entrat en conflicte degut a una amenaça directa a les seves fronteres. "Les forces de defensa d'Etiòpia es van veure obligats a entrar en guerra per protegir la sobirania de la nació", en paraules del ministre. "No estem tractant d'instal·lar un govern per a Somàlia, ni tenim la intenció d'interferir en els assumptes interns de Somàlia. Només vam ser forçats per les circumstàncies."
El començament de les batalles més intenses es va dur a terme el 20 de desembre de 2006 amb la batalla de Baidoa, que es va produir després que les Corts Islàmiques donessin un termini d'una setmana donat a Etiòpia per retirar-se de Somàlia. Etiòpia, però, es va negar a abandonar les seves posicions al voltant de la capital provisional del Govern Federal de Transició a Baidoa i els islamistes forn derrotats, retirant-se a Mogadiscio, d'on es van retirar per dirigir-se a Kismaayo, el seu darrer reducte. Van establir posicions defensives a Jilib al riu Juba i prop del Shabele. La nit del 30 al 31 de desembre del 2006 les posicions islamistes van començar a ser bombardejades i la defensa es van enfonsar. Les milícies islàmiques van abandonar Jilib i Kismaayo durant el dia 31 de desembre i es van dirigir cap a la frontera de Kenya. Els islamistes que van anar cap a Dhobley foren atacats per l'aviació etíop. La resta va anar cap a Ras Kamboni on van lliurar la darrera batalla d'aquesta fase de la guerra.
El gener de 2007, Etiòpia afirma que es retiraria, "en qüestió de setmanes", però el Govern Federal de Transició, els funcionaris dels Estats Units i de l'ONU es va oposar a la retirada etíop perquè crearia un "buit de seguretat", malgrat que UCI exigís la retirada immediata d'Etiòpia.
Els països de l'Àfrica oriental i observadors internacionals temien que l'ofensiva etíop pogués conduir a una guerra regional que involucrés Eritrea, que té una relació complexa amb Etiòpia i Etiòpia, que afirmar ser un partidari de l'UCI.
El gener de 2009, les tropes etíops es van retirar de Somàlia després d'una insurgència de dos anys, el que va portar a la pèrdua de territori i l'eficiència del GFT i un acord per compartir el poder entre el grup escindit islamista dirigit per Sharif Ahmed, aliança per a la Nova Alliberament de Somàlia (ARS) i el primer ministre Nur Hassan TFG a Djibouti. Al-Xabab, que es va separar de l'UCI va rebutjar l'acord de pau i va seguir prenent territoris, incloent Baidoa. Un altre grup islamista, Ahlu Sunnah Waljama'ah, aliat del govern de transició i recolzat per Etiòpia, va seguir atacant al-Shabab, prenent ciutats.